# Haemogregarina aeglefini
Haemogregarina aeglefini is een soort in de taxonomische indeling van de Myzozoa, een stam van microscopische parasitaire dieren. Het organisme komt uit het geslacht Haemogregarina en behoort tot de familie Haemogregarinidae. Haemogregarina aeglefini werd in 1913 ontdekt door D.P. Henry.